# 애정과 욕망
애정과 욕망(Carnal Knowledge)은 미국에서 제작된 마이크 니콜스 감독의 1971년 드라마 영화이다. 잭 니콜슨 등이 주연으로 출연하였고 마이크 니콜스 등이 제작에 참여하였다.

## 출연

### 주연
- 잭 니콜슨
- 캔디스 버겐

### 조연
- 아트 가펀켈
- 앤 마그렛
- 리타 모레노
- 캐롤 케인
- 신시아 오닐

## 제작진
- 협력프로듀서: 클리브 리드
- 미술: 리처드 실버트
- 의상: 앤시아 실버트